# Julie Dufour
Julie Dufour (Valenciennes, 29 mei 2001) is een voetbalspeelster uit Frankrijk. Ze speelt als aanvaller voor Angel City FC in de National Women's Soccer League.

## Clubcarrière
Dufour begon haar carrière in de jeugdopleiding bij LOSC Lille. Op 15 oktober 2017 maakte ze haar debuut in de wedstrijd tegen Olympique Marseille.
Na de degradatie van LOSC Lille maakte in 2020 de overstap naar Girondins de Bordeaux. Hier speelde Dufour drie seizoenen en kwam ze tot 57 wedstrijden en drie doelpunten.
Voorafgaande aan het seizoen 2022-2023 maakte Dufour de overstap naar Paris FC. Hier maakte ze haar debuut in de Champions League wedstrijd tegen Kryvbas. Hierin maakte ze gelijk een hattrick. Nadat Arsenal na penalty's werd verslagen, moest Paris FC een tweeluik spelen tegen VfL Wolfsburg. Mede door een doelpunt van Dufour werd de eerste wedstrijd met 3-3 gelijkgespeeld. In de return in Duitsland stuntte Paris FC door met 0-2 te winnen waardoor Dufour en Paris FC zich wisten te plaatsen voor de groepsfase van de Champions League.
Op 17 december 2024 maakte Angel City FC bekend dat Dufour per direct de overstap maakte naar Los Angeles waar ze een driejarig contract tekende.

## Statistieken
| Seizoen   | Club                  | Land             | Competitie                     | Wedstrijden | Doelpunten |
| --------- | --------------------- | ---------------- | ------------------------------ | ----------- | ---------- |
| 2017/18   | LOSC Lille            | Frankrijk        | Division 1 Féminine            | 5           | 0          |
| 2018/19   | LOSC Lille            | Frankrijk        | Division 1 Féminine            | 21          | 2          |
| 2020/21   | Girondins de Bordeaux | Frankrijk        | Division 1 Féminine            | 16          | 1          |
| 2021/22   | Girondins de Bordeaux | Frankrijk        | Division 1 Féminine            | 20          | 1          |
| 2022/23   | Girondins de Bordeaux | Frankrijk        | Division 1 Féminine            | 21          | 1          |
| 2023/2024 | Paris FC              | Frankrijk        | Division 1 Féminine            | 22          | 7          |
| 2024/2025 | Paris FC              | Frankrijk        | Division 1 Féminine            | 11          | 6          |
| 2025      | Angel City FC         | Verenigde Staten | National Women's Soccer League | 0           | 0          |
| Totaal    | Totaal                | Totaal           | Totaal                         | '116        | '18        |

Laatste update: 17 december 2024

## Interlandcarrière
Dufour maakte haar debuut voor het Franse nationale team op 27 oktober 2023 in een wedstrijd in de Nations League tegen Noorwegen. In de volgende wedstrijd, opnieuw tegen Noorwegen, begon Dufour opnieuw in de basis.